# Девятники
Девя́тники (укр. Дев'ятники) — село в Ходоровской городской общине Стрыйского района Львовской области Украины.
Население по переписи 2001 года составляло 398 человек. Занимает площадь 1,96 км². Почтовый индекс — 81711. Телефонный код — 3239.